# Dries Laheye
Dries Laheye (20 oktober 1987) is een Belgisch bassist. Hij studeerde jazz en lichte muziek aan het Koninklijk Conservatorium Antwerpen.
Laheye is meest bekend is om zijn werk bij de avant-garde jazzband STUFF.. Daarnaast is hij nog actief bij BRZZVLL, Hoera., DERvISH, Lidlboj, AAN, Broos/Gyselinck/Laheye, Fulco, Liesa Van der Aa en Jameszoo. Dries is ook actief als studiomuzikant. Hij had in 2012 een duo met zijn toenmalig leerkracht bassist Nicolas Thys en speelde in de rockgroep Sir Yes Sir, het collectief Pudding oO en The Kyteman Orchestra.
In 2015 kreeg hij een carte-blanche van Brosella om een programma samen te stellen. Zelf speelde hij op Brosella mee tijdens de carte-blanches van Lander Gyselinck (2011) en Bert Cools (2014).
Op 17 februari 2023 kwam zijn eerste soloalbum uit: "Deining" - uitgebracht door W.E.R.F. Records.

## Discografie
Solo
- Deining (2023)

Met Sir Yes Sir
- We Should Talk (2013)

Met Selah Sue
- Persona (2022)

Met STUFF.
- STUFF. (2015)
- Old Dreams, New Planets (2017)
- T(h)reats (2021)

Met Lucid Lucia
- Mumpsimus

Met Lidlboj
- Live in Neerpelt (2018)

Met Hoera.
- Pracht (2013)
- Beestentijd (2017)
- ≈ (2018)
- Jaunu (2019)

Met BRZZVLL
- Engines (2014)
- First Let's Dance (2016)
- Waiho (2017)

Met Jameszoo
- Fool (2016)

Met Pudding oO
- EP I (2014)
- EP II (2014)
- A pudding oO Album (2015)

Met The Kyteman Orchestra
- The Jam Sessions (2015)